# Michał Bohusz-Szyszko
Michał Bohusz Szyszko (ur. 18 września 1811 w Woroniczach w powiecie ihumeńskim, zm. 24 lutego 1877) – polski poliglota, leksykograf oraz tłumacz.

## Życiorys
Pochodził ze szlacheckiej rodziny pieczętującej się herbem Odyniec. Był archiwistą Radziwiłłów oraz poliglotą i tłumaczem, który dokonał wielu przekładów literatury łacińskiej.

## Dzieła
Przetłumaczył na język polski szereg dzieł:
- Wyznania św. Augustyna (1844),
- Świętej Teresy droga do doskonałości (1846),
- Wybór pism św. Bernarda (1850),
- Żywoty arcybiskupów gnieźnieńskich, prymasów Korony Polskiéj i Wielkiego Księstwa Litewskiego wraz ze Stanisławem Bużeńskim, t. 1-5, (1860),
- Podróże po Rosji europejskiej i azjatyckiej, Aleksandra Humboldta, dwa tomy, (1861)[2] .

Był także współautorem dwutomowego Słownika języka polskiego zwanego słownikiem wileńskim wydanego w Wilnie w 1861 roku wspólnie z Aleksandrem Zdanowiczem oraz Januarym Filipowiczem . Był również encyklopedystą piszącym hasła do 28 tomowej Encyklopedii Powszechnej Orgelbranda z lat 1859–1868. Jego nazwisko wymienione jest w I tomie z 1859 roku na liście twórców zawartości tej encyklopedii .